# Caso Tenco

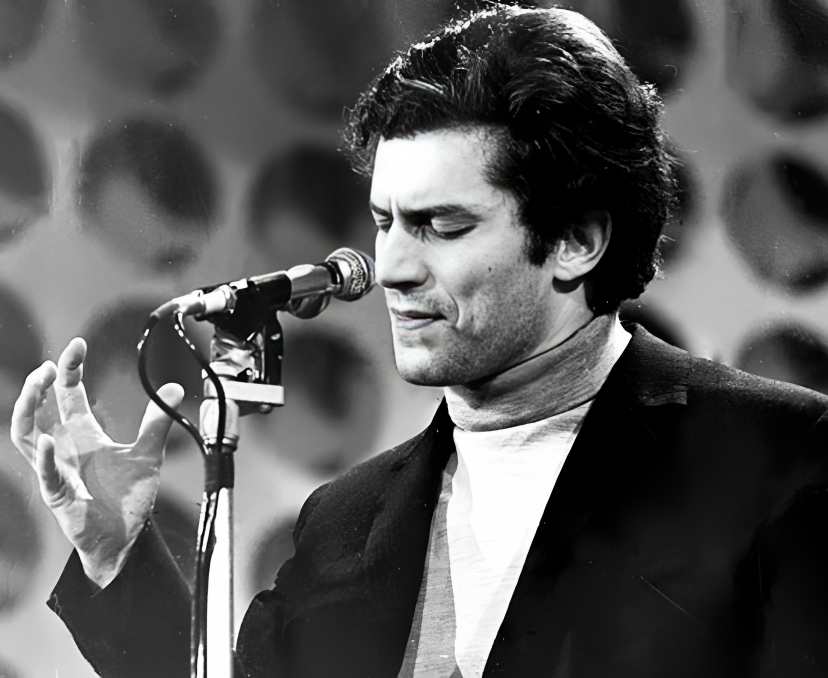
Luigi Tenco al Festival di Sanremo nel 1967

La morte di Luigi Tenco fu un fatto di cronaca nera avvenuto in Italia il 27 gennaio 1967, che ebbe grande rilievo mediatico sia perché avvenuto durante il Festival di Sanremo, sia a seguito della scoperta di manomissioni della scena del crimine. Queste ultime fecero innescare un dibattito nazionale che fu oggetto di approfondimenti giornalistici e fecero scaturire una successiva inchiesta, avviata nel 2005, con riesumazione della salma.
Alle ore 2:10 del 27 gennaio 1967 il cantautore Luigi Tenco fu trovato morto nella sua stanza d’albergo, la 219 della dépendance dell’Hotel Savoy di Sanremo. Secondo la polizia, avvisata alle ore 2:45, fu la cantante Dalida, con la quale Tenco aveva gareggiato poche ore prima sul palco del Festival di Sanremo, a trovare il cadavere. Secondo altre ricostruzioni, invece, il corpo di Tenco sarebbe stato rinvenuto dall'amico e cantante Lucio Dalla che alloggiava nella stanza accanto. In proposito Lucio Dalla, nel 2011, disse: «Di Luigi ero molto amico e all’Hotel Savoy io alloggiavo proprio nella stanza accanto. Non mi accorsi di nulla. Quando mi avvicinai alla stanza vidi le gambe di Luigi steso a terra. Convinto di un malore mi misi a cercare un medico». Gino Paoli, talent scout e scopritore di Lucio Dalla, ha affermato in una intervista a Tintoria Podcast che Dalla, presente nella stanza accanto a quella di Tenco, fu uno dei primi a sentire lo sparo. Successivamente egli avrebbe dovuto cantare la canzone Bisogna saper perdere; ne scaturì una lite tra Lucio Dalla e Gino Paoli.

## Luigi Tenco a Sanremo
Luigi Tenco giunse a Sanremo il pomeriggio del 23 gennaio 1967. Nei giorni successivi, alle domande dei giornalisti lo stesso Tenco si disse convinto della sua vittoria a Sanremo grazie all'abbinamento con Dalida, in quel momento star internazionale. Rilasciando anche un'intervista in proposito al giornalista Daniele Piombi:
«P: Tu speri in un'affermazione, in un'entrata in finale o in una vittoria...
T: Io spero in una vittoria.
P: Una vittoria a Sanremo?
T: Sì.
P: Allora diciamo che il pronostico di Luigi Tenco per questo XVII festival della canzone italiana è a favore di Luigi Tenco.
T: È a favore di Dalida, quindi indirettamente a favore di Luigi Tenco».
La sera del 26 gennaio Luigi Tenco e Dalida erano di scena per l'accesso alla finale di Sanremo. Secondo le testimonianze di chi era al Festival, Tenco appariva poco lucido. Si scoprirà successivamente che per superare l'ansia del pubblico, Tenco aveva utilizzato alcol e Pronox. Al produttore Paolo Dossena, che lo rimproverava di bere troppo prima dell'esibizione, Luigi Tenco chiese: «Sei così amico da metterti fra me e il whisky, ma saresti così amico da metterti fra me e la pallottola di un mio nemico?». A quella frase Dossena non diede troppa importanza, ma se ne ricorderà quando entrerà nella stanza 219 trovando Tenco morto.
Gli verranno in mente anche altre frasi dell'amico, quando Dossena scoprirà l'esistenza di una pistola nell'auto che Luigi Tenco gli aveva chiesto di portare da Roma a Sanremo.  Luigi Tenco era arrivato a Sanremo in treno da Genova e aveva chiesto a Dossena di arrivare in Liguria con la sua automobile: l'amico nel viaggio venne fermato dai Carabinieri e cercando i documenti si era ritrovato l'arma tra le mani, non notata dalle Forze dell'ordine. Tenco si era scusato aggiungendo di avere una pistola «perché hanno già cercato di uccidermi due volte. L'ultima è stata poche settimane fa a Santa Margherita Ligure. Ma non chiedermi chi ce l'abbia con me, non ne ho idea». Perciò aveva acquistato una pistola per autodifesa (possedeva in tutto un fucile e tre pistole: una carabina Beretta 22 modello Olimpia, un revolver Arminius calibro 22, una Dwp P08-Luger calibro 7.65 Parabellum e la Walther Ppk ritrovata nella camera del Savoy).
L'esibizione di Tenco ebbe luogo a fine serata, prima di mezzanotte. Cantò la sua canzone, "Ciao amore ciao", che però ottenne solo 38 voti su 900. Per lui e per Dalida restava solo la possibilità di affidarsi al ripescaggio della commissione presieduta dal giornalista Ugo Zatterin. La commissione scelse però "La Rivoluzione" di Gianni Pettenati  per cui Tenco fu eliminato dalla competizione.
Luigi Tenco era pallido e assente. Dalida gli si avvicinò per rincuorarlo: «Ma che te ne importa? Venderemo più dischi noi di tutti gli altri. Succede sempre così ai Festival». Lello Bersani, augurando le migliori fortune alla coppia, annunciò le proprie dimissioni dalla commissione. Tenco, incontrando Piero Vivarelli si innervosì con lui, avviandosi poi verso l'uscita e incrociando sulle scale Cesare Gigli. La delusione era dovuta ai soli 38 voti su 900 presi dal pubblico: «Cesare, il prossimo anno mi devi scrivere una canzone che si intitola Eqqueqquà - disse citando la battuta di Pappagone personaggio di Peppino De Filippo in voga in televisione in quegli anni - così il popolo italiano sarà tutto contento».
Tenco decise allora di accompagnare Dalida al ristorante "U' Nostromo", dove il gruppo RCA si riunirà per una cena, ma decise di non fermarsi, tornando all'Hotel Savoy.

## Il ritorno in albergo e la morte
Da quel momento le informazioni sono più frammentate. Secondo l'ultima ricostruzione ripresa anche dai programmi televisivi d'inchiesta TV7 (Rai Uno)            e Chi l'ha visto? (Rai Tre) Luigi Tenco si recò nella sua stanza, la 219, ed effettuò due telefonate. La prima a Ennio Melis (direttore della Rca) non ottenne risposta; la seconda a Valeria (sua presunta fidanzata dal 1964) ebbe buon esito. I due parlarono di progetti, di intenzioni da realizzarsi a breve, e Luigi Tenco - secondo quanto avrebbe riferito la stessa Valeria ad alcuni giornalisti nel 2002 - asserì di avere scritto dei fogli con nomi e cognomi denunciando «fatti che vanno ben al di là della manifestazione». La telefonata sarebbe terminata all'una di notte del 27 gennaio 1967. Un'ora dopo, il corpo di Tenco verrà ritrovato da Dalida nella stanza 219.
La stessa Dalida era stata avvisata mentre si trovava a cena al ristorante. Sapendo dove poter rintracciare Dalida e il gruppo della casa discografica di Tenco, l'Hotel Savoy chiese alla cantante di tornare in albergo perché «Tenco sta male». La proprietaria del ristorante, Lia Romagnone, ricevette la telefonata dell’Hotel Savoy e inviò un cameriere a chiamare Dalida. Secondo una delle ipotesi, una telefonata sarebbe giunta dall’Hotel Londra per avvisare Dalida del malore di Tenco. Gli stessi Romagnone diranno però di avere ricordato male considerando il tempo intercorso. Cesare Gigli, commensale della cantante francese, descrisse la dinamica degli eventi: «[…] Qualcuno si avvicina e chiama: “La signora Dalida al telefono”. Dalida si alza, va al telefono e sta venti secondi (mezzo minuto è già troppo). Lei risponde: “Dio, Dio, no, sempre le solite…” (e farfuglia qualcos'altro che non ricordo) e borbottando viene al tavolo e chiede di essere accompagnata al Savoy».
Poco prima delle 2:00 Dalida lasciò il ristorante con uno dei suoi produttori (che si propose di darle un passaggio in hotel), ancora ignara dell'accaduto. Gigli, Dossena, Patriarca e Simone pagarono il conto e seguirono la cantante. Nel frattempo Sergio Modugno arrivò al Savoy dove vide Lucio Dalla sul divano; questi lo informò del malore di Tenco. Modugno allora scese le scale, arrivò nella 219 e vide Tenco a terra, con i piedi sotto il cassettone.
Ufficialmente alle ore 2:10 il corpo di Tenco fu scoperto da Dalida (ma la telefonata dall'Hotel Savoy dimostrerebbe che la scoperta era già avvenuta) e solo alle 2:45 la polizia fu avvisata. Ancor prima di compiere indagini e di recarsi sulla scena del crimine, il commissario Arrigo Molinari comunicò all'ANSA che Luigi Tenco si era suicidato.
La polizia comunicò poi ufficialmente di avere rinvenuto nella stanza 219 sia un biglietto che l'arma di Luigi Tenco, una Walther Ppk 7.65 regolarmente detenuta dal cantautore.
Il corpo riportava un foro di proiettile alla testa, l'entrata del foro era sulla tempia destra. Solo nel 2006 si scoprirà anche un foro d'uscita, in un punto alto della calotta cranica. Alle ore 5:20 fu allegato agli atti il biglietto, consegnato da Dalida. Si trattava di un testo breve vergato a mano - che più perizie calligrafiche hanno poi attribuito allo stesso Tenco - contenente il seguente testo:
| «Io ho voluto bene al pubblico italiano e gli ho dedicato inutilmente cinque anni della mia vita. Faccio questo non perché sono stanco della vita (tutt'altro) ma come atto di protesta contro un pubblico che manda Io tu e le rose in finale e ad una commissione che seleziona La rivoluzione. Spero che serva a chiarire le idee a qualcuno. Ciao. Luigi.» |

Non fu eseguita l'autopsia, né analisi sul bossolo, sull'arma o sulla mano di Luigi Tenco per individuare tracce di sparo. Il corpo fu fatto portare via. Nel giugno del 1967 il magistrato archiviò la morte di Tenco come suicidio.

## L'inchiesta negli anni Novanta
Negli anni Novanta i due giornalisti, Marco Buttazzi e Andrea Pomati, individuarono particolari inediti sulla morte del cantautore. Riuscirono a rintracciare il fascicolo che la polizia aveva redatto nel 1967 e che si credeva fosse andato perduto a seguito del cambio di sede del tribunale di Sanremo e relativo archivio. A seguito di quel ritrovamento, Pomati e Buttazzi trovarono le fotografie scattate dalla polizia nella 219 la notte della morte di Tenco e scoprirono che il cadavere era stato fotografato con le gambe poste sotto il cassettone della stanza.
I due giornalisti rintracciarono anche uno dei necrofori che avevano trasportato il corpo di Luigi Tenco, venendo a sapere che il cadavere del cantautore era stato portato via prima delle fotografie ufficiali scattate dalla polizia alle ore 4.15. Accortosi delle foto non scattate - necessarie da allegare al fascicolo - il commissario Molinari aveva ordinato di riportare il corpo nell'Hotel Savoy e rimetterlo nella posizione in cui era stato trovato. Il necroforo Giuseppe Bergadano dichiarò a Buttazzi e Pomati: «[…] Siamo partiti, siamo andati a prendere questa salma, e c’era la Polizia, siamo stati una mezz'oretta lì poi hanno detto: “Adesso potete muovere la salma e portarla al cimitero” e noi l’abbiamo presa e portata al cimitero. Arrivati al cimitero abbiamo scaricato, come facciamo sempre. Dopo un dieci minuti arriva la Polizia e fa: “Riportate subito la salma al Savoy com'era”. E allora noi li abbiamo seguiti e siamo andati al Savoy, abbiamo messo la salma per terra come era, con i piedi sotto il comò, con la testa appoggiata lì alla testata del letto e siamo stati lì un'oretta».
L'inchiesta di Buttazzi e Pomati destò scalpore in particolare per le fotografie di Tenco cadavere, pubblicate per la prima volta sul settimanale Oggi nel febbraio 1994. Da quel momento i giornalisti raccolsero elementi utili a chiedere la riapertura del caso presso la Procura della Repubblica di Sanremo. Ai due si aggregò il giornalista Aldo Fegatelli Colonna che pose un ulteriore tassello all'ipotesi contraria al suicidio asserendo di essere in contatto con la fidanzata di Luigi Tenco, Valeria (nome di fantasia), con la quale il cantautore avrebbe parlato la sera in cui morì. Il 27 gennaio 1992 il fratello di Luigi, Valentino Tenco, aveva fatto pubblicare tre lettere che il cantautore aveva scritto a Valeria, dando credibilità alle parole della donna. Anni più tardi il giornalista Fegatelli asserì di avere saputo da Valeria che lei e Tenco avrebbero avuto in mente progetti all'indomani di Sanremo e che il cantautore avrebbe voluto sporgere denuncia a seguito dell'esclusione dal Festival.
Nel 2002 i tre giornalisti si avvalsero della consulenza del criminologo Francesco Bruno che fornì una relazione tecnica elencando tutti i dubbi: dalla posizione del corpo alle testimonianze contraddittorie, fino all'assenza di elementi tipici di uno sparo da parte di un suicida sulle mani di Luigi Tenco.
Il 29 febbraio 2004 fu invece l'ex commissario di Sanremo Arrigo Molinari a dichiarare durante una puntata di Domenica In, intervistato da Paolo Bonolis e riferendosi al caso Tenco: «Di sicuro un suicidio non lo è stato [..]. È stato un omicidio collettivo» e concludendo l'intervista con la frase «bisognerebbe fare chiarezza». Aveva fatto discutere, anni prima, la scoperta dell'appartenenza di Molinari alla lista degli affiliati alla loggia P2. Molinari morirà pochi mesi dopo quell'intervista, il 27 settembre 2005 nell'albergo di sua proprietà ad Andora (Savona), a causa di una rapina notturna per sottrargli del denaro custodito nella propria stanza.

## L'esumazione del corpo nel 2006
I dubbi sollevati convinsero il procuratore capo di Sanremo Mariano Gagliano a riaprire il caso, in seguito ad una denuncia per omicidio a carico di ignoti presentata da Marco Buttazzi, Aldo Fegatelli Colonna e Andrea Pomati il 27 dicembre 2002. Tre anni più tardi, il 12 dicembre 2005, il dott. Gagliano dispose l'esumazione della salma di Luigi Tenco, gli accertamenti sull'arma del cantautore (già restituita agli eredi), sul bossolo repertato nella stanza 219, sulle mani di Tenco e sul biglietto agli atti dell'inchiesta. Inizialmente Gagliano annunciò l'intenzione di incaricare il RIS di Parma per compiere le operazioni, cambiando però poi opinione e dando l'incarico all'ERT di Roma.
Il 15 febbraio 2006 avvenne l'esumazione del corpo di Tenco. Nella sala autoptica dell'ospedale di Acqui Terme gli inquirenti scoprirono l'esistenza di un foro d'uscita alla teca cranica del cantautore. Tale elemento spinse il medico legale della polizia Dott.ssa Vincenza Liviero a dichiarare ai media che l'esistenza del foro d'uscita permetteva di giungere alla conclusione che si fosse trattato di «un suicidio da manuale».
Nel giugno del 2006, l'ERT depositò le conclusioni degli accertamenti in procura affermando che il biglietto era stato scritto da Tenco, che sulla mano del cantautore c'era una particella di antimonio, che il colpo mortale era stato sparato dalla Walther Ppk di Tenco. Sulla base di ciò, il caso venne archiviato nel gennaio 2009 come suicidio.

## L'ultima richiesta di apertura delle indagini nel 2014
Un'inchiesta dei giornalisti Pasquale Ragone e Nicola Guarneri nel 2013 affermò che l'arma di Tenco non sarebbe mai entrata sulla scena del crimine e che il bossolo repertato dalla polizia nel 1967 riporta i segni di una Beretta modello 70 in calibro 7,65 mm. 
Per sostenere ciò, i due giornalisti consultarono e pubblicarono i documenti prodotti dalla polizia nel 1967 e nel 2006, contestando agli inquirenti:
- importanti errori in fase di analisi del bossolo trovato nella stanza di Tenco
- l'assenza di residui dello sparo sulla mano di Tenco
- l'assenza di testimoni che affermano di avere sentito lo sparo
- una frattura alla mastoide destra che indicherebbe che Tenco è stato tramortito prima di essere ucciso
- la mancata indicazione da parte del Dott. Luca Tajana di una frattura femorale che Tenco si procurò anni prima, mettendo dunque in discussione l'attendibilità delle conclusioni medico-legali del 2006
- l'assenza del segno di Felc sulla mano destra del cantautore
- l'assenza di microspruzzi sul dorso della mano destra di Tenco
- i segni sul bossolo e al foro d'entrata tipici di uno sparo con l'uso di un silenziatore[25].

Secondo i due giornalisti, Tenco non avrebbe mai premuto il grilletto e la pistola del cantautore non sarebbe mai entrata nella stanza 219. In particolare, Ragone e Guarneri evidenziarono il fatto che nel verbale delle ore 3:00 fra gli oggetti non erano elencati né il biglietto, né la pistola, non presenti al momento dell'entrata della polizia nella stanza. E questo ancor prima che la scena del crimine fosse artefatta. Nelle fotografie ufficiali scattate alle 4:15, invece, sotto il corpo di Tenco c'era un'arma che gli autori affermarono non essere quella del cantautore, bensì una Bernardelli mod. 60, inserita dalla polizia per sostituire l'arma di Tenco che non si trovava nella stanza 219.
Nella loro ricostruzione troverebbero corrispondenza le parole di Paolo Dossena, che aveva affermato di essere entrato fra i primi nella stanza 219 e di non avere visto armi accanto al cadavere. Troverebbe in parte corrispondenza anche la versione di Mino Durand, giornalista del Corriere della Sera, che era entrato nella stanza e aveva detto d'avere visto una "Beretta cal. 22" nella mano di Tenco, ricordo che - a detta dei due autori - nel tempo si sarebbe distorto confondendo la Beretta con la Bernardelli per via del medesimo calibro e alcune similitudini fra le due.
Guarneri e Ragone, dopo avere analizzato gli atti originali prodotti dall'ERT,  ritengono che ad avere ucciso Tenco sarebbe stata una Beretta mod. 70 in cal. 7,65 mm . Coadiuvati da Martino Farneti - esperto di balistica, già Direttore della Sezione Balistica dell'ERT di Roma - sostennero che l'accertamento balistico era stato fatto senza rispettare il protocollo scientifico in materia e confondendo le tracce che lascia una Ppk con quelle prodotte da una Beretta.
L'inchiesta dei due giornalisti fu oggetto di due servizi di Tv7 (24.1.2014, Rai Uno) e di Chi l'ha visto? (18 febbraio 2015, Rai Tre). La procura competente non ritenne tuttavia necessario avviare nuove indagini. Sulla base delle perizie raccolte dai due giornalisti, un supplemento di indagine fu però svolto nel 2015, in seguito alla richiesta di riapertura depositata dal giornalista Pasquale Ragone il 24 gennaio 2014 (documento dal titolo "Richiesta di riaccertamento del bossolo relativo alla morte di Tenco Luigi"), con successiva chiusura dell'inchiesta con archiviazione, per decisione della Procura di Imperia giunta il 24 febbraio 2015.
La famiglia, dopo il 2006, ha affermato, tramite la nipote Patrizia Tenco, di ritenere la tesi ufficiale di suicidio veritiera.[31]